# 拉科伊乌帕齐拉
拉科伊乌帕齐拉是孟加拉国霍比甘傑縣的一个乌帕齐拉，位於錫爾赫特专区的霍比甘傑縣。。

## 人口
據1991年孟加拉國人口普查，拉科伊共有戶數19,465戶，人口110319人。其中男性佔比49.24%，女性佔比50.76%；成年人口53,163人。該地7歲以上人口之平均識字率為21.6%，低於全國平均值（32.4%）。